# Джордж Абекасис
Джордж Абекасис (на английски: George Abecassis) е бивш британски автомобилен състезател, пилот от Формула 1.

## Биография
Роден е на 21 март 1913 година в Чърсти, Съри, Англия. Започва да се занимава с автомобилен спорт, модифицирайки сам един Астон „Севън“ и участвайки в множество малки състезания. Наистина показва на какво е способен, в състезанията за наградата на „Английския автомобилен клуб“ през 1938 и 1939 година, участвайки с болид „Алта“. През 1939 година печели „Голямата награда на Империята“, неговата единствена победа. С началото на Втората световна война е призован да служи в редиците на Кралските военовъздушни сили. става пилот и член на секретнитечасти „Лунни Ескадрони“ (Moon Squadrons), прехвърлящи тайни агенти към и от Франция със самолети „Лисандър“.
След Втората световна война Абекасис отново се завръща към моторните спортове, успявайки да организира в съдружие с Джон Хейт и фирмата „Хершъм и Уолтън Мотърс АД“ (Hersham and Walton Motors Ltd), доработката на състезателния болид от преди войната – Алта. Създават болида „HWM-Alta“ който обаче участва само в 2 състезания от Формула 1. През 1951 и 1952 година се състезава в Голямата награда на Швейцария.
Абекасис продължава да се състезава в стартовете за издръжливост и става един от най-успешните пилоти на Астон Мартин, печелейки 24-те часа на Льо Ман през 1950 г. в своята категория заедно с Ланс Маклин и 12-те часа на Себринг през 1953 година заедно с Рег Парнел.
През 1956 година съдружникът му Джон Хейт загива в състезанието на „Миле Милиа“ и Абекасис се отказва от автомобилния спорт.
След 3 години се жени за Анжела, дъщеря на директора на Астон Мартин, сър Дейвид Браун. По късно създава своя собствена верига магазини за хранителни стоки.
Умира на 78-годишна възраст в дома си в Бъкингамшир, Англия на 18 декември 1991 година.